# Dărăști-Ilfov
Dărăşti-Ilfov é uma comuna romena localizada no distrito de Ilfov, na região de Muntênia. A comuna possui uma área de 15.12 km² e sua população era de 2567 habitantes segundo o censo de 2007.